# Lucille Clifton
Thelma Lucille Sayles (Búfalo (Nueva York), 27 de junio de 1936 - 13 de febrero de 2010), conocida como Lucille Clifton, fue una poeta y educadora estadounidense. Nominada al Premio Pulitzer en diversas oportunidades, el trabajo de Lucille Clifton enfatiza la fuerza y la resiliencia frente a la adversidad. Algunos de sus temas recurrentes son la familia, la feminidad y la experiencia afroamericana. Sus poemas pueden leerse en clave feminista, ya que en muchos de sus poemas retrata la experiencia de ser mujer y afroamericana en 
primera persona, reafirmándose y celebrándose como tal.

## Biografía
Lucille creció en Depew, en Nueva York y terminó la secundaria en el Fosdick-Masten Park High School. Estudió en la Universidad Howard entre 1953 y 1955 y se graduó por la State University of New York at Fredonia (cerca de Búfalo) en 1955. En 1958 se casó con Fred James Clifton. 

## Obras

### Poesía
- Good Times (Random House, New York, 1969)
- Good News About the Earth (Random House, New York, 1972)
- An Ordinary Woman (Random House, New York, 1974)
- Two-Headed Woman (University of Massachusetts Press, Amherst, 1980)
- Good Woman: Poems and a Memoir: 1969–1980 (BOA Editions, Brockport, 1987)
- Next: New Poems (BOA Editions, Ltd., Brockport, 1987)
- Ten Oxherding Pictures (Moving Parts Press, Santa Cruz, 1988).
- Quilting: Poems 1987–1990 (BOA Editions, Ltd., Brockport, 1991)
- The Book of Light (Copper Canyon Press, Port Townsend, 1993)
- The Terrible Stories  (BOA Editions, Brockport, 1996)
- Blessing The Boats: New and Collected Poems 1988–2000 (BOA Editions, Rochester, 2000)
- Mercy (BOA Editions, Rochester, 2004)
- Voices (BOA Editions, Rochester, 2008)

### No ficción
- Generations: A Memoir (Random House, New York, 1976)